# Helvecia
Pour le village en Hongrie, voir Helvécia.
Helvecia est une ville d'Argentine dans la province de Santa Fe ainsi que la capitale du département de Garay de ladite province.
Elle se trouve à 94 km au nord de la ville de Santa Fe.

## Crédit d'auteurs
- (es) Cet article est partiellement ou en totalité issu de l’article de Wikipédia en espagnol intitulé « Helvecia » (voir la liste des auteurs).